# Love Story (videogioco)
Love Story (ラブストーリー?), sulla copertina Ø Story e noto come 0 Story, è un videogioco d'avventura pubblicato da Enix. Uno dei primi titoli per PlayStation 2 distribuiti in Giappone, Love Story è un film interattivo facente parte della campagna di lancio della console.

## Trama
Un ragazzo perde la vita durante un incidente motociclistico, ma viene salvato dall'angelo Ai che lo riporta sulla Terra sotto forma di spirito. Riuscirà a tornare in vita se in sei giorni conquisterà il cuore di Lina.

## Modalità di gioco
Il videogioco si presenta come una serie di filmati. Il giocatore può interagire tramite Quick Time Event. Sono inoltre presenti alcuni minigiochi.

## Critica
Nonostante la presenza di attrici e modelle giapponesi, Love Story ha ottenuto cattive recensioni sia in Giappone che altrove. La rivista Famitsū ha valutato il titolo con 29 punti su 40, mentre IGN ne ha criticato la recitazione, paragonata ad un episodio di Power Rangers, e la trama simile al film Ghost. GameSpot evidenzia la presenza di numerosi riferimenti alla cultura giapponese e critica gli artefatti di compressione nei video. La qualità dei filmati è stata paragonata ai file RealVideo.